# 渋滞

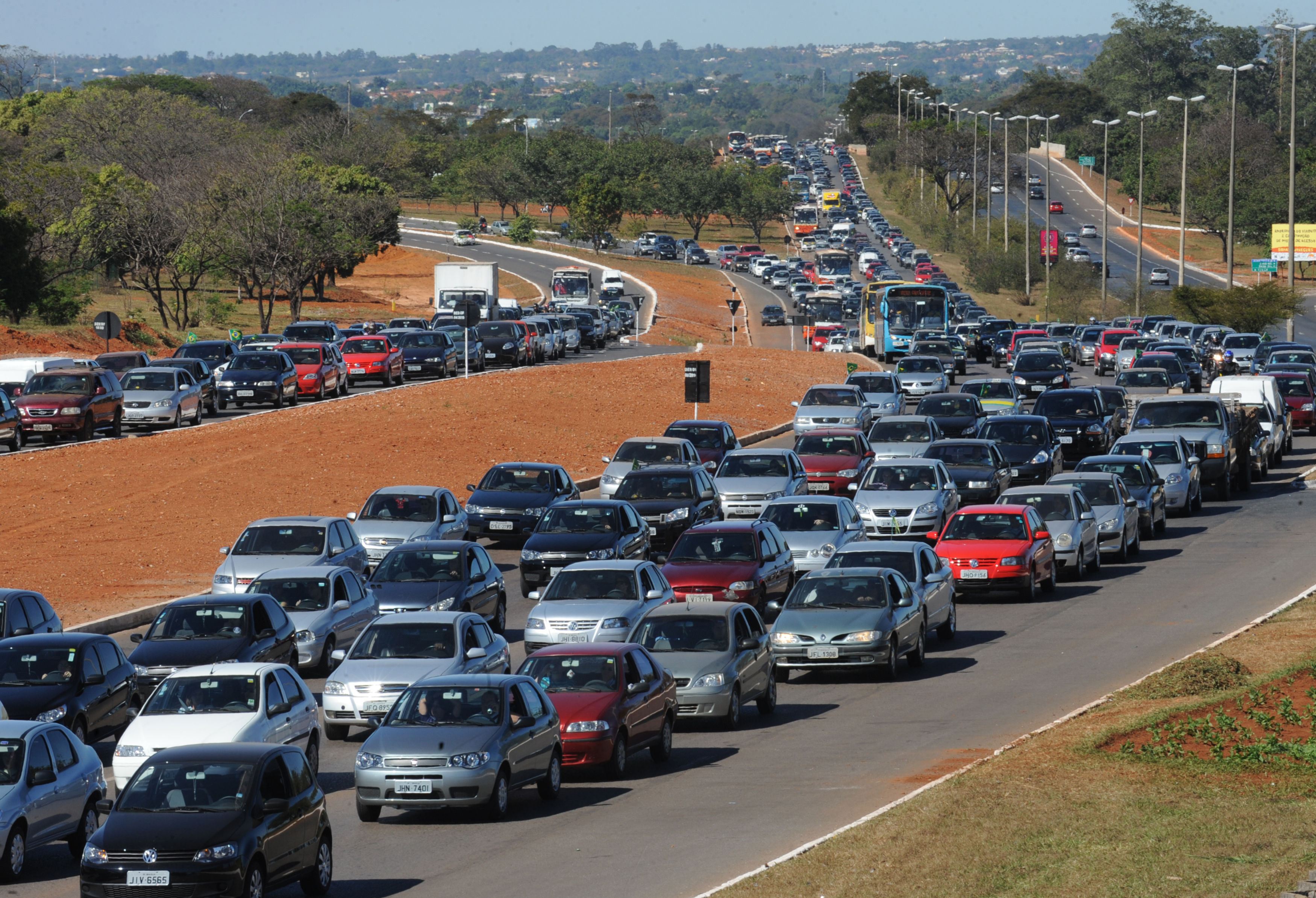
基幹道路における交通渋滞の一例
（2010年 ブラジリア）。

渋滞（じゅうたい、英語：traffic jam、traffic congestion）とは、交通施設（道路、鉄道など）の能力を越える動体の流入により移動速度が遅くなった状態をいう。道路交通上の交通渋滞（こうつうじゅうたい）を特に渋滞と呼ぶこともある。

## 定義
交通工学における渋滞の定義は、「ボトルネックにその区間の交通容量を上回る交通流率の交通需要が到着した時に、当該区間の上流に生じる低速の待ち車両列によって形成される交通状態」を指す。特に、交通信号機や合流部はボトルネックとなりやすい典型的な道路上の区間である。なお、「交通容量」とは特定の道路空間に単位時間当たりで通すことのできる車両数をいう。また、「交通流率」とは特定の道路空間に単位時間あたりに到着する車両数をいう。
一般的には、自動車が停止あるいは、一定速度以下のノロノロ運転で走行する自動車の列が数珠つなぎになった状態を渋滞と呼んでいる。渋滞長がいくら長くても、1回の青信号で信号待ち車列が全て捌ける場合は、一般には渋滞とは呼ばない。また、人の長蛇の列に対しても渋滞とは言わない。渋滞の内容は様々で、例えば20 km/h（キロメートル毎時）以下で走行している状態でも、停止して車列が動かない状態であっても渋滞である。車列の長さについても、正確な距離が定められているわけではないが、連なる自動車の列の長さが1キロメートルを越えた状態を渋滞と言っている。
日本の高度経済成長期に起こったモータリゼーションで一般大衆に自動車が普及する以前の自動車があまり走行していなかった時代では、「渋滞」という用語自体が一般に使われていなかった。日本における初めての大規模かつ本格的な渋滞は、1960年（昭和35年）10月6日に大阪市内で発生した10時間にわたる交通マヒによる大渋滞である。また、日本で初めて渋滞という用語が使われたのは、1961年（昭和36年）に警視庁がラジオの文化放送で、世界初となる交通情報を放送したときだといわれている。
なお、「渋滞」は自動車交通に関していうことが多いが、運河で船舶の通航量が増加するなどの理由で通航が滞っている場合も「渋滞」と表現されている。

## 渋滞の悪影響
渋滞は人流・物流の所要時間を増加させるため、到着時間を遅延させ、時間的損失からくる生活や産業活動・経済活動に負の影響をもたらしている。
また、渋滞は交通事故増加の原因となっている。例えば、生活道路に抜け道を目的とした車両が流入することでコミュニティ空間の安全性・快適性を損なう事例もみられる。
さらに、渋滞による車両の速度低下による無駄な燃料消費により、二酸化炭素や窒素酸化物などの物質が排気ガスとなって多く排出され、騒音などの環境悪化につながる原因となる。そして、渋滞によるストレスから些細なことでトラブルに発展し、犯罪を引き起こしている原因となることも珍しくなくなっている。
都市問題ではモータリゼーションと渋滞の悪化は相互に関連しており、渋滞によりバスやパラトランジット等の所要時間が長くなり公共交通の利便性が悪化すると人々はますます自動車やオートバイを利用するようになり渋滞を悪化させる悪循環を生じる。渋滞の発生は都市などの美観の問題として取り上げられることも多い。郊外部ではスプロール現象（自動車利用を前提とした無秩序で散発的な開発）が発生すると公共交通の導入が難しい都市構造となる。渋滞の深刻化が渋滞対策への費用の増加につながり財政負担の増大につながることもある。
年齢が若く、良心的ではなく、運転にあまり熱心でない人々は、ドライバーの退屈に苦しむ可能性が高いという実験結果が出ている。運転に熱心な人々は、運転することに集中しているため、ドライバーの退屈に苦しむ可能性が低いという実験結果が出ている。ドライバーが運転に集中すれば、他事に気を取られず、退屈に苦しむということがなくなるからである。

## 各国・各地域における渋滞

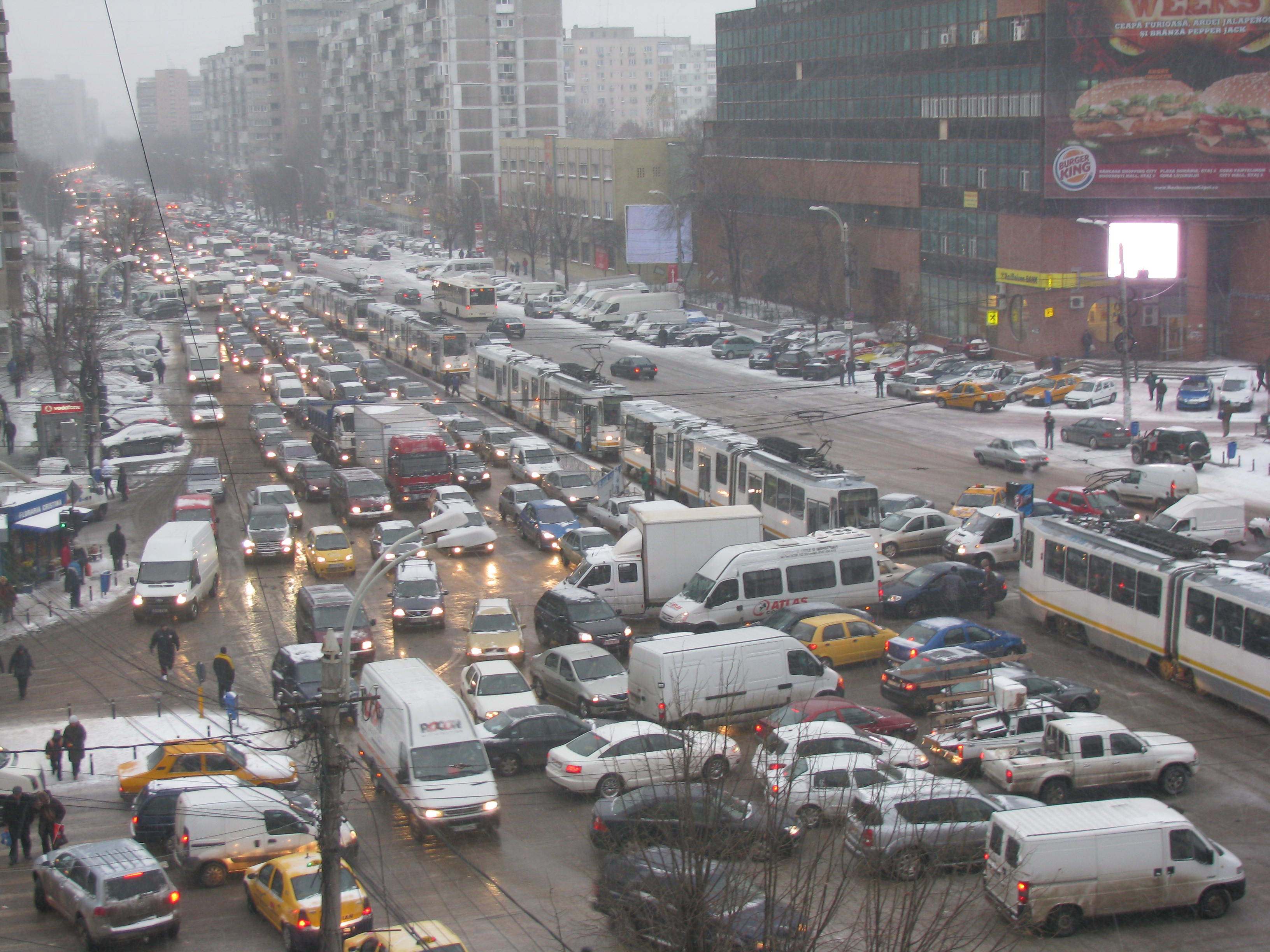
ルーマニア・ブカレストでの路面電車による渋滞の一例（2009年12月15日）。ブカレストでは、約200万人の人口に対し、150万台の自動車が登録されています。

古代ローマでは馬車の交通需要が増大し、交通渋滞が日常的に発生していたといわれている。カエサルは渋滞対策として日中に都心部へ馬車の乗り入れを禁止する施策を実施したが、こうした日中で斥けられた馬車は夜間に振り向けられ、キケロが家族に送った手紙には「ローマでの真夜中の馬車の騒音は、ローマに住み利便性を享受する上では我慢しなければならない」旨が記されていた。また、11世紀頃のベネチアでは、ゴンドラの数だけでも1万を超え、運河での事故や渋滞が大きな問題となった。ゴンドラは所有者によって大きさなどの仕様が異なる状態であり、ゴンドラの様式を標準化することで水上交通の渋滞緩和を図ったとされている。

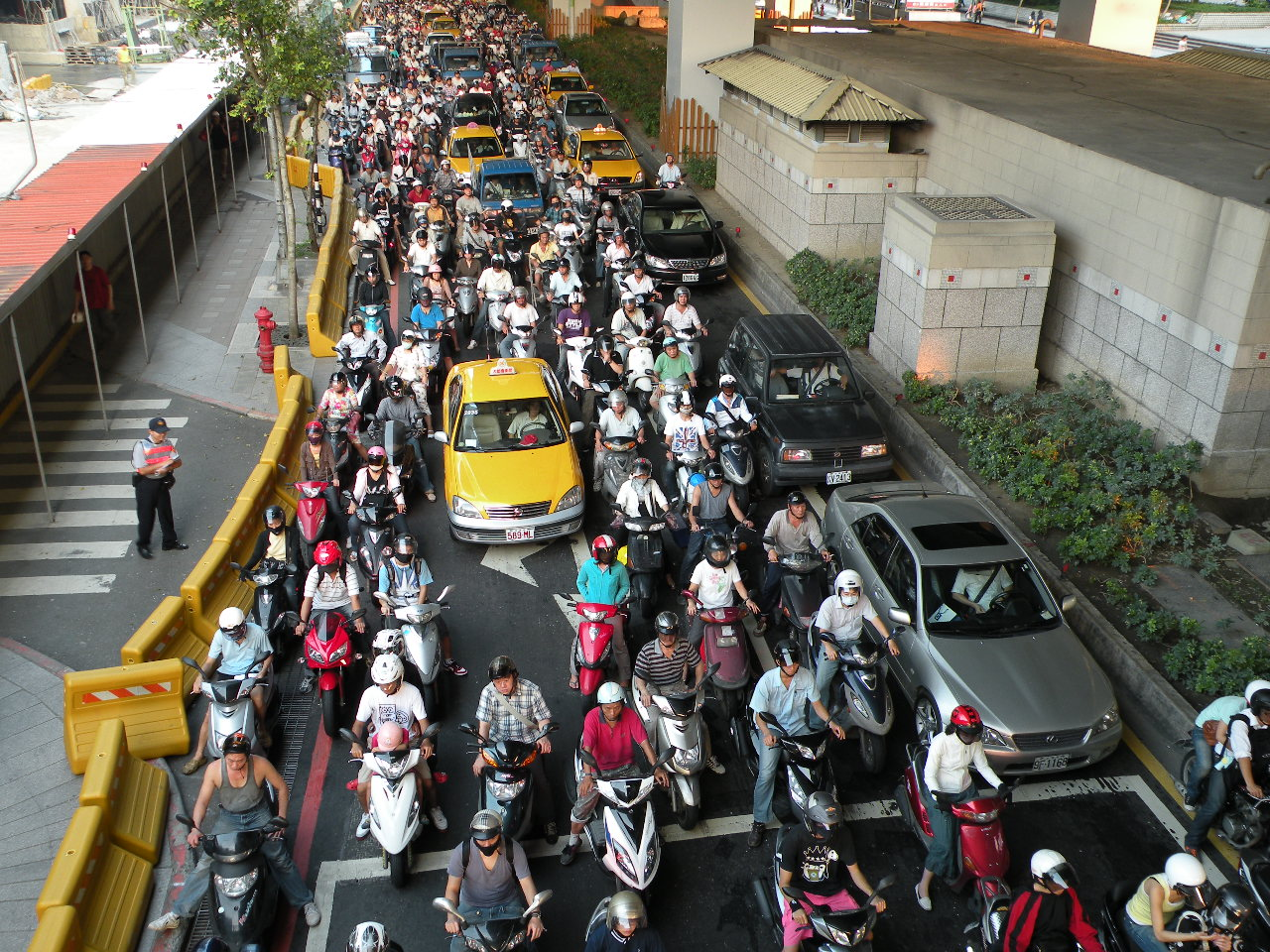
2008年9月、台北での交通渋滞。
台北では主にオートバイによって渋滞が引き起こされている。

2010年、米外交専門誌フォーリン・ポリシーは、世界で最も交通渋滞が深刻な都市として、モスクワ、ラゴス、メキシコシティ、サンパウロ、北京市の5つの都市を挙げている。このうちサンパウロでは2013年11月に、それまで世界で最も長いといわれた165マイル（約265 km）超の記録を塗り替え、309km以上の渋滞を記録している。その他にも2010年8月14日には、中国の北京～ラサ間のG110国道と京蔵高速道路で100キロに及ぶ渋滞が10日以上にわたって続いた。また英BBCの2012年の調査によれば、バンコク、ジャカルタ、ナイロビ、マニラ、ムンバイの上位5都市が、渋滞が深刻な世界の都市としてランクインしている。

### 世界三大渋滞
異説もあるが、以下の3都市は世界で最も渋滞の発生する都市と言われている。
- バンコク(  タイ)
- ジャカルタ(  インドネシア)
- メキシコシティ(  メキシコ)

オランダのカーナビゲーションメーカーTOMTOMが2016年のデータをもとに交通渋滞がひどい都市のランキングを発表したが、上記の3都市がワースト3を占めている。
交通データ解析を行うアメリカINRIXが世界38か国、1064都市を対象に渋滞状況を分析した2016年版の調査では、ワースト3はロサンゼルス、モスクワ、ニューヨークとなっており、バンコクは12位、ジャカルタは22位であった。

### 米国における渋滞
自動車が普及する前のアメリカの都市では馬車交通が主流であったが、馬の死体が放置されて衛生問題や交通渋滞を引き起こした。自動車は馬のように「死なず」、交通環境を改善させるものとして期待され、その後モータリゼーションの時代に突入する。
テキサスA&M大学テキサス交通研究所の調査（2004年）では、アメリカの都市部のドライバーが渋滞で動けなくなっている時間は1992年には年16時間だったが、2002年には年46時間まで悪化した。
交通渋滞対策への財政負担は1982年には年間約140億ドルだったが、2004年には年間約630億ドルにまで膨れ上がっている。
2004年のテキサスA&M大学テキサス交通研究所の調査によると、ロサンゼルスでは年間平均93時間、サンフランシスコで年間平均73時間、ワシントンDCで年間平均67時間の遅延が発生している。

### 日本における渋滞
日本国内における渋滞の損失時間は1人あたり年間約40時間（2012年度データより）とされている。産業活動における道路交通の役割は大きく、渋滞によって国内産業活動の効率化や産業の競争力向上にとって大きな足枷となる。そのため、警察庁や国土交通省は地方自治体と協力し、徹底して渋滞の解消を目指している。

#### 日本における定義
交通渋滞の定義は、道路管理者や交通管理者ごとに異なっている。例えば、警視庁では統計上、下記を渋滞の定義としている（警視庁交通部 交通量統計表）。
- 一般道路 ： 走行速度が20 km/h以下になった状態
- 高速道路 ： 走行速度が40 km/h以下になった状態[注釈 4]

また、首都高速道路では走行速度が20 km/h以下になった状態を、阪神高速道路では走行速度が30 km/h以下になった状態を渋滞として扱っており、それぞれの道路の特性によって渋滞と判定する「閾値（しきいち・いきち）」が定められている。同じ高速道路でも都市間高速道路に比べて都市内高速道路（首都高速・阪神高速など）はカーブや勾配が急で制限速度が厳しいため、交通サービスが低く、低速であっても渋滞と感じづらく、渋滞と判定する速度が低い。なお、イギリスでは80 km/hで渋滞と感じる報告もあり、渋滞と判定する速度が低い日本人は混雑した交通状態に慣れているともいえる。

#### 高速道路における渋滞の多発地点
2014年に国土交通省では、日本全国の高速道路において収集した各種交通データを活用し、日本全国の高速道路の渋滞ワーストランキングを発表している。以下に、年間ワースト10を挙げる。
1. 東名高速道路 上り 海老名JCT - 横浜町田IC
2. 東名高速道路 上り 秦野中井IC - 厚木IC
3. 東名高速道路 下り 横浜町田IC - 海老名JCT
4. 中国自動車道 上り 西宮山口JCT - 宝塚IC
5. 中央自動車道 上り 調布IC - 高井戸IC
6. 東名高速道路 上り 東名川崎IC - 東京IC
7. 東名高速道路 下り 豊川IC - 音羽蒲郡IC
8. 中国自動車道 下り 中国池田IC - 宝塚IC
9. 東名阪自動車道 上り 亀山JCT - 鈴鹿IC
10. 東名高速道路 下り 大井松田IC - 御殿場IC

### 開発途上国における渋滞
開発途上国では交通行動の変容によるインフラの整備が追い付いていない状況である。例えば、停電に伴う信号機の消灯や、河川整備の未成熟なために生じる冠水の影響によって渋滞が発生する。また、牛車などの極端に走行速度が遅い車両や路上での故障車両によって渋滞が生じることもある。さらには、交通ルールやマナーが十分に守られていないために生じる渋滞も見られる。
一方で、非効率な信号制御やロータリー交差点の導入など、中途半端な渋滞対策により渋滞を悪化させている例が多い。
開発途上国の渋滞の要因には次のようなものがある。
- 特徴的な車種構成の問題

開発途上国では自動車と自動車の隙間を走行するオートバイ、小型車両を利用した個人営業によるバスとタクシーの中間的なサービス形態の存在と道路上での客待ち、人力車や牛車など走行速度の遅い車両の存在など特徴的な車種構成が渋滞の要因になっている。
- 交通ルールと運転マナーの問題

開発途上国では特に違法な路上駐車などの交通ルールの不徹底、渋滞時の反対車線の逆走やオートバイの中央分離帯の走行などが問題になっている。
- 特殊要因

その他の開発途上国の渋滞の特殊要因として、ピーク時の政府要人等の通行による車両の通行止め、中古車が多いことによる路上でのエンスト、運転手の資金難による路上でのガス欠、電力不足による信号機の停止、雨季の道路の冠水などがある。

## 渋滞の種類
渋滞は発生原因によって自然渋滞と突発渋滞の2種類に大別される。
自然渋滞既に道路上にあるボトルネックによって発生するもので、ボトルネックに流入する交通需要が推定できるならば渋滞の区間や規模をある程度把握できる。。「交通集中渋滞」とも呼ばれる。交通需要を交通容量で割った数値を混雑度といい、混雑度が1.0以上の交通需要がその道路の交通容量を上回った際に自然渋滞は発生する。慢性的に渋滞が発生している道路では、交通需要が交通容量を大きく上回っている状態が常時続いていると考えられている。自然渋滞の原因となる代表的なボトルネックは信号交差点や高速道路でのサグ部が挙げられる。
突発渋滞交通事故や車両故障などの突発事象が原因で生じる渋滞で、渋滞に関する事前予測ができない。ある区間が一時的に交通容量が低下して発生する渋滞である。

## 渋滞での交通流
渋滞流では、密に車両が並ぶ部分（密部）と、車頭間隔が比較的長く車両がまばらに並ぶ部分（疎部）が交互になるのが観測できる。この現象は「疎密波現象」と呼ばれる。
この疎密波現象は以下の現象を持っているとされる。
- 疎密波は交通の進行方向（下流）とは反対（上流）方向に伝播する。
- 疎密波は、先頭付近では密部・疎部の差がはっきりと現れないが、上流（渋滞の後部）にさかのぼると疎密の差が明瞭となる。また、疎密波は並行する車線の間で同期する傾向がある。
- 疎部での速度は上限がある（例えば、都市高速道路では時速45 km程度になる）。
- 疎部で車両が相対的に速く走行できる時間は、ボトルネックでの交通容量が異なっても変化しない。しかし、密部で車両が遅く走行する時間は、ボトルネックでの交通容量が小さいほど長くなる傾向がある。

車間距離を狭くとればとるほど、疎密波現象は起きやすくなるので、適切な車間距離をとることは渋滞を防ぐうえで極めて重要である。
需要の超過する量が大きいほど渋滞する車列は速く延伸しやすくなり、需要の経過する時間が長いほど渋滞する車列は長くなりやすい。そして、道路の需要超過が終わってもすぐに渋滞が消滅しない。

## 渋滞の原因
道路区間内が均質な交通容量ならば渋滞することはないが、道路の構造などによって交通容量が低い一部区間（ボトルネック）があり、上流からボトルネックとなっている区間の交通容量を超える交通需要が到達すると、交通渋滞が発生する。渋滞の要因を大きく分けると、工事渋滞、事故渋滞、自然渋滞の三つだといわれている。一般道路と高速道路では、工事渋滞と事故渋滞が共通する渋滞発生原因であるが、自然渋滞についてはその性格を大きく異にする。サグ部と上り坂が自然渋滞の主な発生原因になるのは高速道路であって、一般道路での自然渋滞の主な発生原因になっているのは信号交差点と踏切だといわれている。自動車が何らかの原因で速度を落としたとき、あるいは速度を落とす地点を通過するときに渋滞は発生しやすい。日本社会における連休日でレジャーなどを楽しむとした行楽地への渡航で、首都から郊外へ一斉に自家用車で赴くため渋滞が顕著に現れている。
西成活裕は車の減速・発進が続いて、その振れ幅が大きくなっていくことに自然渋滞の原因があると分析している。また、渋滞のほとんどが追い越し車線から発生しており、ある車が追い越し車線に車線変更して割り込んだ際に後続の車がブレーキを踏んで減速。割り込みが複数台続き、これが繰り返されることで車間が縮まるのが原因と分析している。東名高速で発生した約40 kmの渋滞には、たった1台の車の車線変更が原因だったこともある。

### 一般道路で発生する渋滞

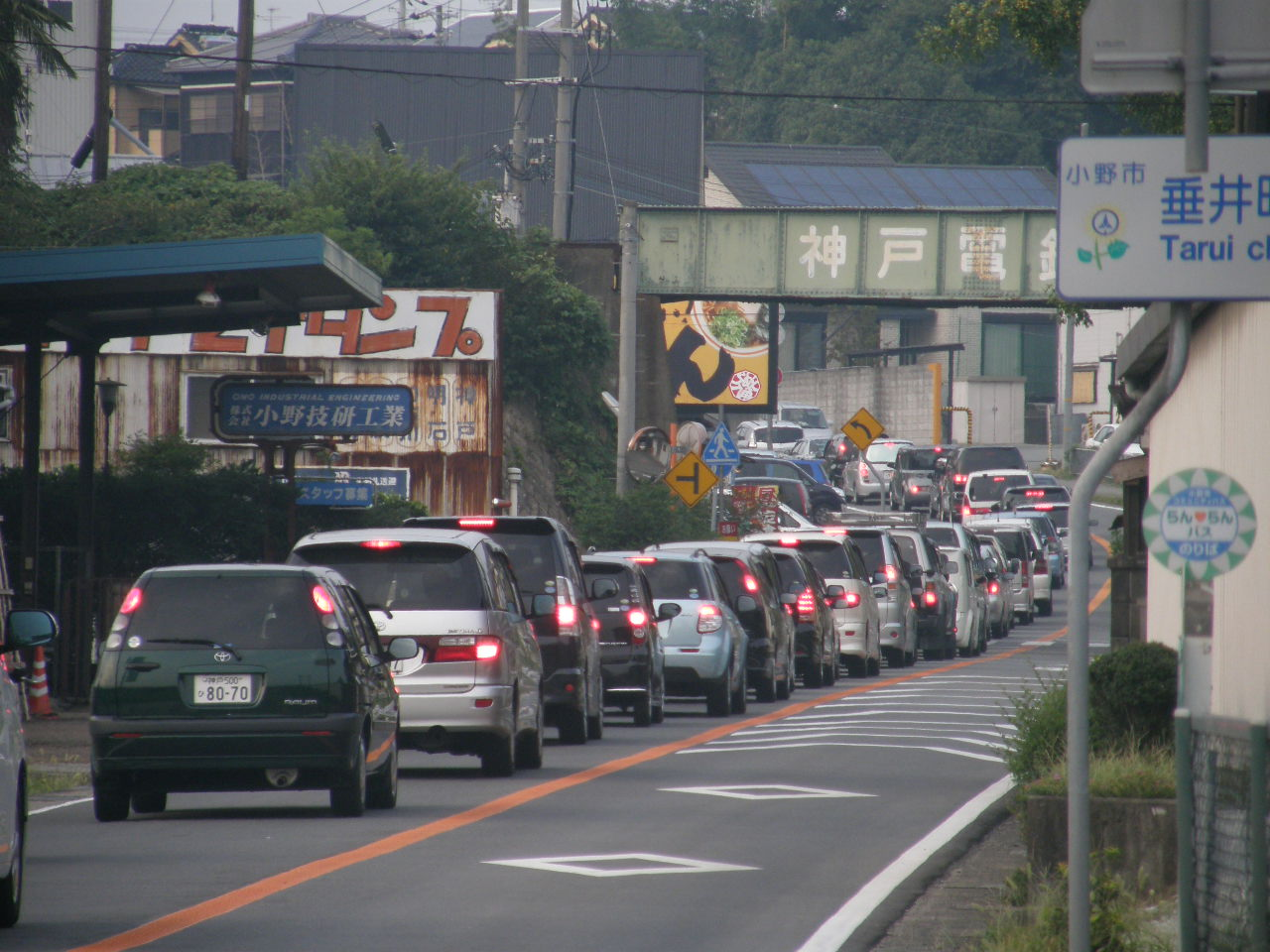
夏祭り会場へ向かう車のために起こった片側渋滞の例

一般道路において発生する渋滞原因のほとんどは、工事や事故を除けば、信号交差点と踏切、車線数が減少するボトルネックである。道路の1車線には1時間あたり約2,000台の交通容量がある。例えば、片側2車線の単路部（立体交差のように信号のない部分）の交通容量は1時間あたり約4,000台であるが、これを超える量の車両が流入すると渋滞が発生する。

#### 信号交差点
信号機がある交差点では赤信号の時間の間に到着した全ての車両が、次の青信号の時間でその信号交差点を通過できない状態であれば渋滞と判断される。ただし、この判断基準は下流に交差点がない「孤立交差点」である場合に限る。

都市部では単路部は長くは続かず、信号交差点が数多くある。単路部で十分な交通容量があっても、その先の信号交差点の存在によってその道路の交通容量は低下する。例えば、信号の青信号の秒数が30秒、黄信号が0秒、赤信号の秒数が30秒という極めて単純な信号を仮定したとき、青信号時間の比率は50 %となり、交通容量は青時間率が100 %のとき（すなわち立体交差のとき）と比べて約半分となる。また交差点への進入車両が極度に増えた場合、隣接する交差点まで車両の列が伸びて渋滞が連鎖的に増えるグリッドロックと呼ばれる「超渋滞」現象が発生する。日本では東日本大震災で発生した渋滞でグリッドロック状態が観測され、解消までほぼ一日を要した。

グリッドロックの模式図

信号機のパラメータ設定は、渋滞の発生有無に大きく影響する。不適切に設定すると、以前は渋滞のなかった交差点に渋滞が発生するようになる。

#### 有効車線数の減少
路上に駐車車両があるとその部分の有効車線数が減るため、交通容量は低下する。特に交差点付近の駐車車両は交通容量を著しく低下させ、特に都市部において顕著である。路線バスがバス停に一時停車するだけでも渋滞を引き起こすこともある。沿道の大規模商業施設（ロードサイド店舗）の駐車場に入ろうとする道路上の車列も、同じく渋滞の原因となる。このため側道の不足も流入台数の増加をもたらす。
道路工事による車線規制も交通容量を低下させる。道路工事を夜間に行うことが多いのは、夜間は交通量が少ないため、車線規制による渋滞の発生を軽減できるからである。

#### 踏切
踏切では列車通過時に道路が遮断され、特に都市部の踏切は遮断されている時間が長く、「開かずの踏切」と揶揄されることがある。さらに日本の法規制では原則的に、信号機がない場合は遮断されていなくても一時停止が義務付けられているため、踏切によって道路容量が低下して渋滞の原因になりやすい。この状況を解消すべく、連続立体交差事業（鉄道線路を高架線もしくは地下線に切り替える工事）を実施する。

#### 事故
狭義には交通事故により、車線が塞がれて起きる渋滞である。広義には火事や天災によるものも含める。事故車両が車線を塞いでしまうことにより、後続の車両が進路を変更しようとするため、その右側車線を走行する車両とせめぎ合って交通の流れが悪くなり、放置すれば大渋滞を引き起こすことにつながることもある。

#### 見物渋滞（わき見渋滞）
交通工学の本来の用語ではない。ドライバーが景色や看板、火事、対向車線の事故に目を奪われて脇見したりすることが走行速度の減速につながり、また停車をすることによって渋滞が引き起こされる。また、わき見運転は事故の危険も伴い、こうしたドライバーが事故を起こせば渋滞をさらに悪化させることになる。

### 高速道路で発生する渋滞
高速道路でのボトルネックの多くは、下り勾配から上り勾配となるサグ部である。一定の交通需要がある条件下で、サグ部で発生する渋滞は、同様の原因で発生するトンネル区間を含めると日本の高速道路全体の8割を占める。
道路交通法では特に定められてはいないが、高速道路上で、渋滞最後尾や、車間距離が詰まって速度が急に低下した場合の自動車の運転手は、追突事故の防止のためにハザードランプを点滅させて、後続車に注意を促す暗黙の了解があり、NEXCO3社でもこの用法を推奨している。

#### 分岐点での渋滞

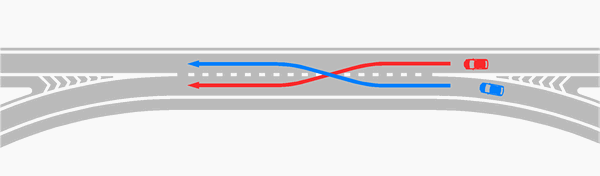
織り込み交通の模式図

インターチェンジ（IC）やジャンクション（JCT）では流出、流入が発生するが、本線の車は流入車を入れるため、前車との車間距離を空けるために少し減速したり、追越車線に移動したりする。本線の後続車は車間距離を一定に保とうとして、詰まった車間距離を広げるために速度を先行車より落とす。これが連鎖的に続くと渋滞となる。流入車そのものも遅い速度のまま本線に合流すれば渋滞の原因となりうる。また、流出でもカーブのため40 km/h規制、対向車線からの流出合流、料金所、一般道での渋滞などによって本線まで続くことがある。
織り込み（ウィービング）とは右図のようなものを言う。

#### 料金所による渋滞
料金所ではノンストップで走ってきた自動車が、通行料金を支払うために一旦停止し、その精算に時間がかかるために長い車列が出来ることは珍しくない。料金所の料金収受能力を越えると、その車列がインターチェンジ内にとどまらず、本線まで伸びてくることで、本線を走行中の車両の交通を阻害するようになり、渋滞に発展する。また、本線料金所では通行するすべての車が停車または減速を強いられるため、そこへ続く本線の交通量によっては渋滞が発生する。
日本では、2000年（平成12年）頃まで渋滞の最大要因となっていたが、ETCの普及によりノンストップで料金所を通過できる車両が増えたため、ほとんど解消されている。しかし料金所を抜けて一般道へつながる交差点や信号機でうまく自動車が流れず、渋滞することもある。

#### 工事・事故による渋滞

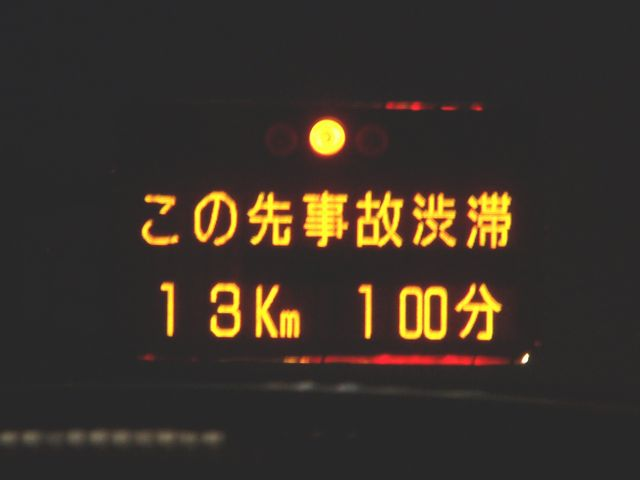
事故渋滞発生時の電光掲示板表示例

工事や事故のため車線が減少・規制あるいは通行止めされることで渋滞になる。ときには全く動かなくなることもある。工事による渋滞はWebページやVICS等を通じて事前に公表されることがあるが、事故による渋滞は前述のケースや料金所での渋滞と違いいつどこで起こるかわからないため、予想することは困難で、VICSなどにも情報がすぐには反映されづらい。車線規制が終了し交通容量が回復した後で、車線規制による渋滞列中に存在する車両がすべて通過して、渋滞解消となる。

#### 山間部による渋滞
日本における高速道路では山間部のような険しい地形上に路線を建設することもあり、勾配が多く存在する。ドライバーが平坦部と変わらないアクセルペダルの踏み方で上り坂を登ろうとすると、3 %（100 m進んで3 m上る）程度のドライバーも気付かないほどのわずかな勾配でも速度が低下する。特に車両総重量の大きい大型車は速度低下が大きい。
後続の車は前方車両のわずかな減速に対し、安全のためにと前方車両以上に減速してしまうことがある。これがいくつか繰り返されると、後方の車両はかなりの低速状態になってしまい、渋滞が発生する。このような原因による交通容量の低下を防止するために、大きな勾配が存在する区間には付加車線（登坂車線）が設置されている。
また、サグ部には路側の壁面にエスコートライトやペースメーカーライトと呼ばれる光が流れるイルミネーションが設置されている箇所もあり、「視覚刺激による視覚誘導自己運動感覚効果」によりドライバーが車速の低下や車間距離に注意を払うようになり、渋滞を起こりにくくしている。

#### サグ部と上り坂による渋滞

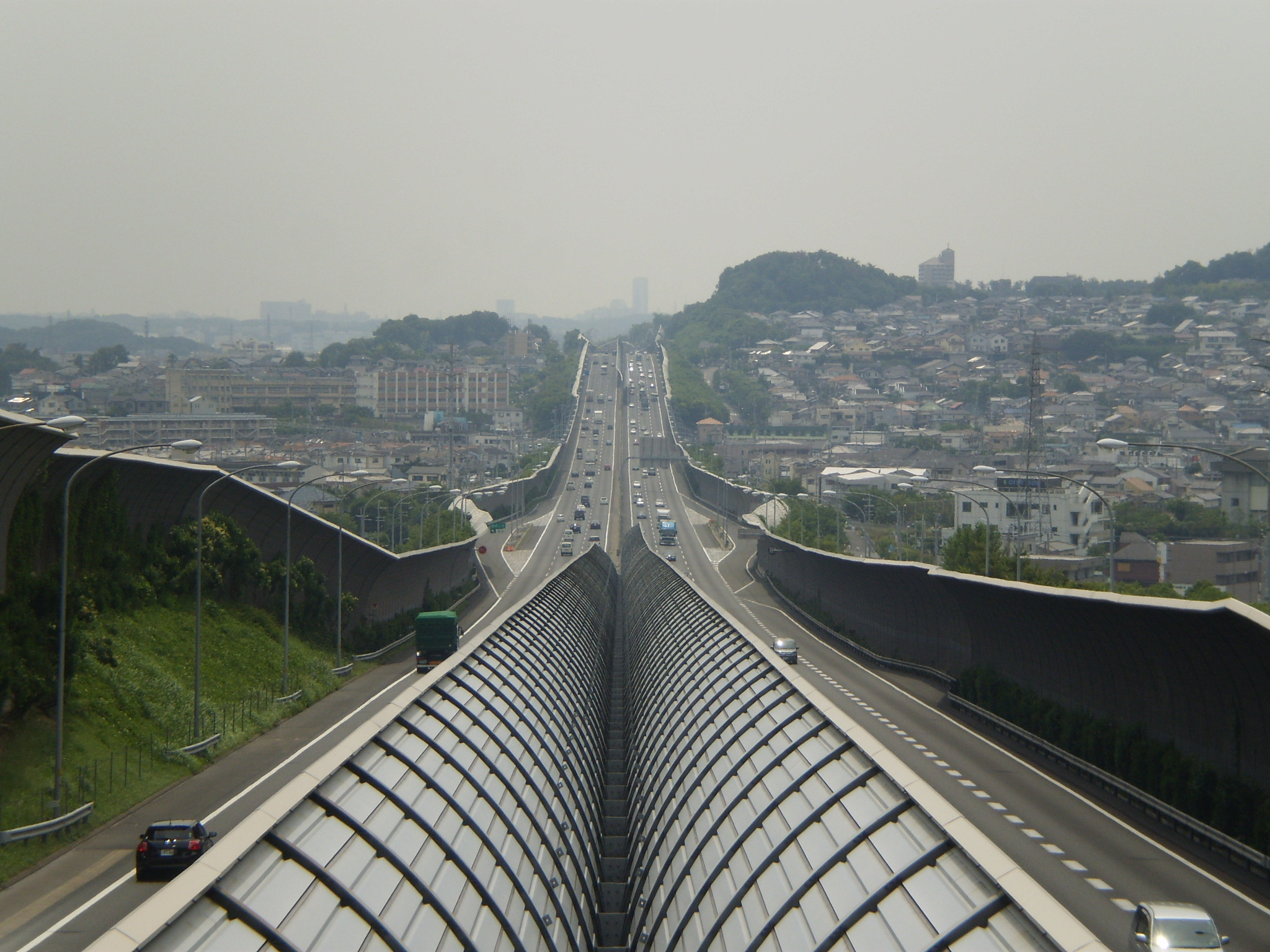
サグ部の一例
（名神高速道路 高槻BS付近）

すり鉢状の地形にある道路では、ドライバーが凹状の底の地点（谷底）に到達して上り坂に差し掛かる、ゆるいV字形の箇所をサグ部とよんでいる。サグ部の勾配は、せいぜい2 - 3 %程度である。下り勾配から上り勾配への変化が認識しづらいため、ドライバーが勾配の変化に気づかないことでアクセルペダルを踏むことが少なくなり、自然と速度が低下していく。その結果、後続車との車間距離が一気に縮まり、後続車が車間を確保しようとして連鎖的にブレーキペダルを踏まざるを得なくなり、さらに元の走行スピードに戻すまでには時間を要するためやがて渋滞となる。
自動車のアクセルペダルは速度を管理・調整する機能ではなく、エンジンの燃焼状況（トルク）を調節する機能であるため、路面状況の変化にドライバーが気が付かず同じようにアクセルペダルを操作すれば、このわずかなタイミングの遅れにより速度の低下が起こることで結果的に交通容量の低下が起こる。車間距離が短くなると、サグ部に差し掛かっただけで渋滞が発生しやすくなり、サグ部の渋滞時の交通容量は非渋滞時に比べて大幅に低下することとなる。
サグ部における渋滞を防ぐため、ドライバーにサグ部であることを気付かせることが大切であり、減速を防ぐための標識を設置することも渋滞対策の1つである。また、エスコートライト（後述）やオプティカルドットによる対策も考えられている。

#### トンネルによる渋滞
トンネルは「内部の暗さ」「天井や側方の壁が近いことによる圧迫感」の主に2つが理由として、ドライバーが恐怖心を以てどうしてもアクセルを緩めてしまう傾向がある。その結果、交通容量が低下し、交通量があって車間距離が詰まっている状況下においてはブレーキの連鎖により渋滞が発生する。また、表面水、地下水、消火水を排水するため、中央に向けて上り坂となっているトンネルもあり、これも渋滞の原因となっている。
上り坂の区間がトンネルになっている場合、壁面のラインによってあたかも水平と誤認識し、速度の低下が発生することで渋滞が発生することもある。
トンネルの断面積を大きくし、かつ照明を明るくすることによってドライバーの恐怖心を和らげて渋滞を緩和する方法がとられている。

#### 気象条件
寒波などの気象条件が渋滞の原因となることがある。1995年（平成7年）12月27日には、年末という交通量が増加する要因に加え、ゲリラ豪雪が加わり名神高速道路の秦荘パーキングエリア（滋賀県）- 東名高速道路の赤塚パーキングエリア（愛知県）の下り線の区間で日本最長記録となる154kmの渋滞が発生したことがある。

## 渋滞対策
単純に渋滞を克服し解消する方法は、道路の交通容量を拡大するか、交通量を減らすかのどちらかである。多くの場合は交通容量を増大させることで渋滞は解決できる。従来は道路の拡幅や新規整備を行うことで交通容量を増大化させる施策が積極的にとられてきたが、道路の拡幅や新規整備が行われることによって、それまで渋滞によって利用を踏みとどまっていた潜在的な需要を誘発させ、交通量がさらに増加してしまい、かえって渋滞が悪化してしまう事例が見られた（誘発された交通需要のことを「誘発需要」と呼ぶ）。
交通容量を拡大する方法は、道路整備・改良や信号制御の高度化などによる「交通容量を増大させる」方法と、路上駐車の排除やサグ部での速度回復などによる「交通容量を回復させる」方法に分けられる。車線数を増設することは交通容量を単純に増やすことが出来るため、最も早い渋滞解決手法だといえるが、整備費用に多額の資金を要するため、容易に車線を増やすことが出来ないのが実情である。ただし、車線あたりの幅員を小さくするよう路面標示を改良することで大きなコストをかけずに交通容量が増やすこともできる。
交通量を減らす方法として、交通需要マネジメント（英：Transportation Demand Management、略称：TDM）があり、車の利用者が協力し合い、交通量削減のため調整を図る施策である。例として、フレックスタイム（時差出勤）や、パークアンドライドシステムの導入による公共交通機関への乗り換え、運転経路変更の誘導案内による交通の分散化、都市部では道路の中央線を可変させるリバーシブルレーンの設置によって、効果を上げることができる。交通需要を抑制し調整することで渋滞を緩和させるのがTDMの狙いだが、道路利用者の協力なくしては実現不可能という側面を併せ持つ。こうしたTDMの代表的な施策はドライバーに十分な報酬（メリット）を与えずに一人一人の行動や習慣の変化を求めるものが多く、その一人一人が行動や習慣を変化させれば自分は損をするという社会的ジレンマに陥り広く一般には浸透していない状況である。
道路の拡幅や立体化には限界があり、TDMも決定的解決策とまでいかないことから、高度道路交通システム（英：Intelligent Transport System、略称：ITS）の研究が日本をはじめ欧米諸国で進められている。ITSは、最先端の道路通信技術の総称を意味する用語で、高度情報通信技術を駆使して道路と車を一体化した道路交通システムを確立し、交通渋滞のほかにも交通事故の抑止、環境改善をするのが狙いである。ITS技術の代表的なものとして、VICS（道路交通情報通信システム）やETCがあり、AHS（走行支援道路システム）もITSを支える先端技術として今後の動向が注目されている。
交通渋滞の対策として、AIによる渋滞の対策の予測や、渋滞状況伝達をする仕組みが整えられている。予め道路の渋滞状況をドライバーが把握できれば、事前に渋滞をしない道を選択し、安全に運転することができるからだ。
AI渋滞予知による、当日の天気や、イベントの有無なども考慮することができるので、より高い精度で予知をすることができる。

### 道路の拡幅・新規整備
道路を拡幅して車線数を1本から2本に増やせば、単純に交通容量は2倍になるが実際にはそれよりも大きく交通容量を大きくすることができ、そして最も早い解決手法でもある。ただし、道路拡幅には多大な道路改築予算を必要とすることから、実際には容易に車線数を増やすことが出来ないでいるのが実情である。そこで、信号交差点の手前の一部区間に右折専用レーンを長めに増設して後続車の進路を妨げない方法をとることで、交通容量を増大させることもできる。また、左折車が多い交差点では左折レーンを増設することで、交通車両の流れをスムーズにて渋滞緩和に役立てられている。
秋田南バイパスのケースでは、国道7号のバイパスとして新しい道路を建設した結果、整備前の23 km/hから整備後32 km/hと速度向上できた。しかしながらその後、一部区間で慢性的な渋滞が発生し問題となっていた。そこで4線化に着手した結果、新屋跨道橋交差点では整備後旅行速度は3倍向上した。

### 信号制御

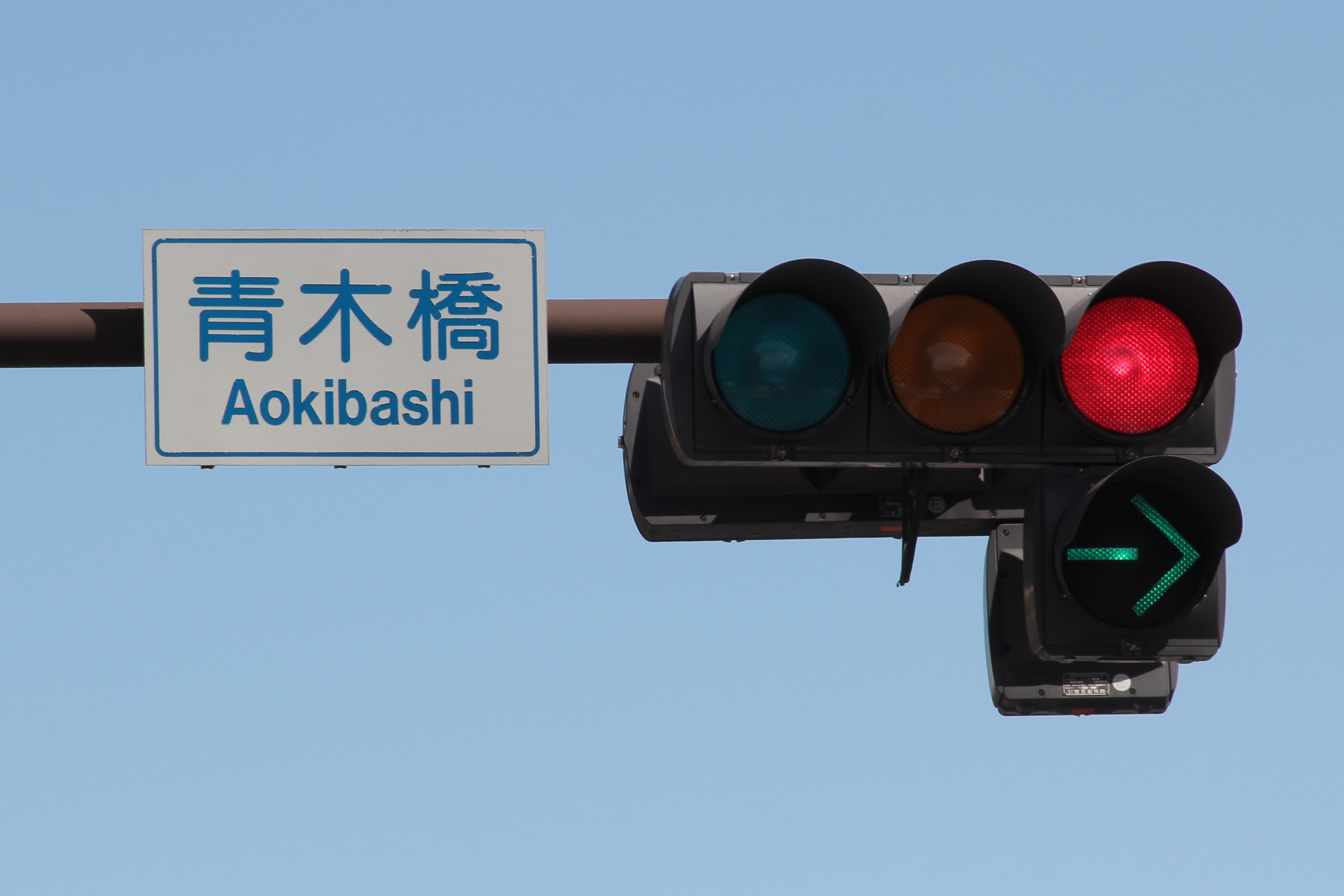
矢印信号は、交差点における右左折車両の渋滞緩和に役立てられている。

信号制御の設定値を最適化すること渋滞はかなり緩和できる。交通量がほぼ同じ道路どうしが交差する信号交差点では、双方の道路の信号機の青信号と赤信号の秒数を同じ長さとするが、特に事情がない限り、交通量の多い道路側の信号機の青信号の秒数を長くし、交通量の少ない道路側の青信号を短く適切な秒数で設定することで渋滞を回避できる。市街地では、他の信号機と連動した系統式の信号を設置することで、かなりの渋滞は回避できる。また、交通量に応じて赤信号と青信号の秒数を自動的に調整する感応制御式の信号機の普及が渋滞対策に役立てられている。
左折と右折の矢印信号を効果的に用いることも、渋滞の緩和に有効である。その際、右折車が多い交差点では右折専用矢印信号を数秒長く設定し、左折車が多い交差点では左折専用矢印信号を設ける工夫が必要となる。片側4車線以上ある広い道路では、直進・右折・左折専用の矢印信号だけで制御しているセパレート式信号機を採用する交差点があり、渋滞の緩和に一定の成果を上げている。横断歩行者が多い交差点では、横断歩行者の列にさえぎられて車列が右左折できないこともあり得るため、横断歩行者用信号と車道用信号を分離制御することで解決させる手法がとられる。
中華人民共和国吉林省吉林市において、これまでの統計とバスに搭載された端末を通じてデータを元に信号の設定を変えた結果、車両の平均時速が上がり渋滞緩和に成功した。

### 平面交差
後述の立体交差化や、拡幅・バイパスの建設を伴わなくても交差点を改良すれば改善される場合が少なくない。たとえば、交差点の面積を小さくすることで信号制御の効率が改善されて慢性的な渋滞が解消された事例がある。また、右折や左折の専用車線を新設・延伸することや、右折ポケット・左折ポケット（右左折するために待機する車両の側方を直進車が通り抜け出来るように広げられた右直混用車線）の設置によって大規模な工事を行うことなく渋滞解消が見込める可能性がある。

### 立体交差

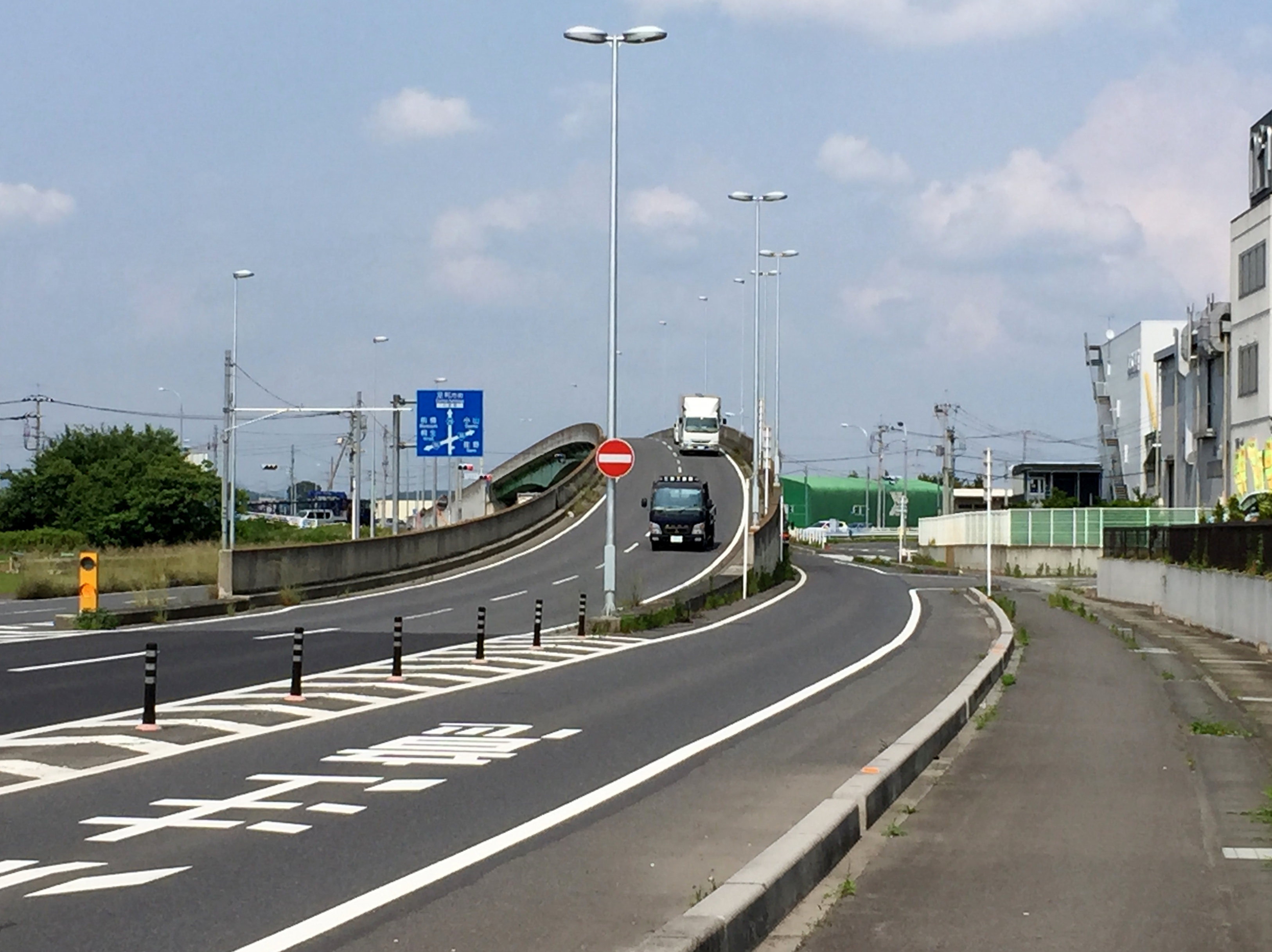
立体交差点の例（栃木県道20号の久保田跨道橋）

道路が他の道路や踏切と平面交差している事により、結節点としての効果を発揮する代わりに円滑な交通の妨げになっていた。そこで立体的に交差することより、交通容量は飛躍的に増大でき、効率よく通行することができる。立体交差化は信号交差点や踏切で行われる渋滞対策手法で、特に信号交差点では交通量が多い方の道路を、交差する道路の上に跨がせる高架橋とするか、道路下にくぐらせるアンダーパスとしたほうが、より大きな効果が期待される。
具体例として小田急電鉄小田原線成城学園前駅から登戸駅を連続立体交差化した結果、実施前は旅行速度8 km/hに対して実施後は旅行速度19 km/hと大幅に向上することに成功した。

### 路上駐車
信号交差点付近での路上駐車が渋滞の原因となっている事例は多くみられる。東京の環状6号線では全ボトルネック交差点の内、およそ3/4が交差点付近での路上駐車が原因であった調査例がある。渋滞の原因となる路上駐車を排除させるには、特定の区間で違法駐車の取締を集中的に行うことが効果的である。また、案内板やインターネットによる駐車場情報システムを運用することでドライバーに駐車場の位置を明示させて路上駐車を減らす試みも行われている。

### LED発光パネル
東日本高速道路（NEXCO東日本）の調べによると、高速道路の道路渋滞は交通集中を原因とする渋滞が約7割を占め、さらに上り坂及びサグ部での渋滞がそのうちの約7割となっているという。具体的には、上り坂やサグ部での車の速度低下により、後続の車が車間距離を空けようとブレーキを踏み、その動作にさらに後続の車が反応することで旅行速度の著しい低下を招く、というものである。そこでNEXCO東日本では、LED発光パネルを道路脇に複数設置して進行方向に流れるように光るシステムを開発した。視覚誘導性自己運動感覚のため、その装置によりドライバーは光の流れを意識するようになり、速度向上を自然と意識するのが狙いである。LED発光パネルが初めて設置されたのは2011年2月に三陸自動車道利府ジャンクションが最初である。実際に設置を行った箇所では以前より速度向上し、後続車も追随することにより渋滞延長は2100m から800mと短くなり、渋滞継続時間は50分から30分へ短縮した。現在ではNEXCO東日本では「ペースメーカーライト」、首都高速道路では「エスコートライト」、NEXCO中日本では「速度感覚コントロールシステム」という名称で設置を行っている。

### 渋滞税
イギリスのロンドン市では2003年、特定地区への車両乗り入れ時に課税するコンジェスチョン・チャージ（渋滞税）を導入した結果、交通量が20%減少し、渋滞遅延時間も30%減少した。
2025年1月5日から、ニューヨークの都心に入る車両を対象にコンジェスチョン・チャージを徴収している。

### ナンバープレートを利用した流入制限
メキシコシティやボゴタでは、ナンバープレートの末尾が3、6、9の自動車は月曜日の午前6時-10時、午後4時-7時には運転できないなど複雑な規制をかけている。

### 渋滞吸収運転
2009年に警察庁と日本自動車連盟が共同で、中央自動車道小仏トンネルで8台の車を車間距離を40 m空けて一斉に走行させた結果、平均時速が実施前の55 km/hから80 km/hに回復したという実験結果が出ている。これは車間距離を詰め過ぎると後ろの車が前の車に反応することによってスピードが落ちるためで、距離を40 m空けることで防ぐことができる。

### 渋滞予測カレンダー
1987年の年末年始から日本道路公団で渋滞予測情報提供が始まり、現在ではNEXCOと日本道路交通情報センターが提供している。これにより渋滞する日付と時間帯が分かり渋滞を避けられる。なお的中率は8割程度で、外れる原因としては天候やメディアで紹介された場所へ人々が殺到することが挙げられる。